# Raspela
Raspela is een geslacht van vliesvleugeligen uit de familie Pteromalidae. De wetenschappelijke naam van dit geslacht is voor het eerst geldig gepubliceerd in 1993 door Boucek.

## Soorten
Het geslacht Raspela is monotypisch en omvat slechts de volgende soort:
- Raspela celtidis Boucek, 1993